# Spänst
Spänst är i stort sett synonymt med hoppstyrka. Ju bättre spänst, desto högre/längre kan man hoppa. Spänst kan bland annat mätas med en elektronisk matta, genom att man står på den och gör ett hopp rakt upp (en spänstmatta). Ett annat sätt är att se hur högt man når på en vägg och sedan hur högt man når då man hoppar. 
Det säkraste sättet att mäta spänst är dock genom att nicka en ribba. Då subtraherar man höjden ribban ligger på med sin egen längd och får hur högt man hoppar jämfota rakt upp. 
För att ta ett exempel: Kalle är 1.80 meter lång. När han står under en ribba och hoppar rakt upp kan han nudda en ribba som ligger på 2.30 meter. 2.30-1.80=0.50. Kalle hoppar alltså 50 centimeter, vilket indikerar hyfsat god spänst. Eliten i stående hopp kan hoppa ungefär en meter rakt upp. Vissa basketspelare och även andra idrottsmän kan ibland hoppa runt 110–145 centimeter upp i luften.